# Лёйциген
Лойциген (нем. Leuzigen) — коммуна в Швейцарии, в кантоне Берн. 
Входит в состав округа Бюрен. Население составляет 1175 человек (на 31 декабря 2006 года). Официальный код — 0388.